# Duchless 2
Duchless 2 (Духless 2) è un film del 2015 diretto da Roman Prygunov.

## Trama
Ha abbandonato la vita sociale, una carriera di successo e una casa lussuosa. Ora vive in riva all'oceano, ma non può dimenticare la sua città natale. Una conoscenza casuale lo riporta a Mosca.